# Chremslach

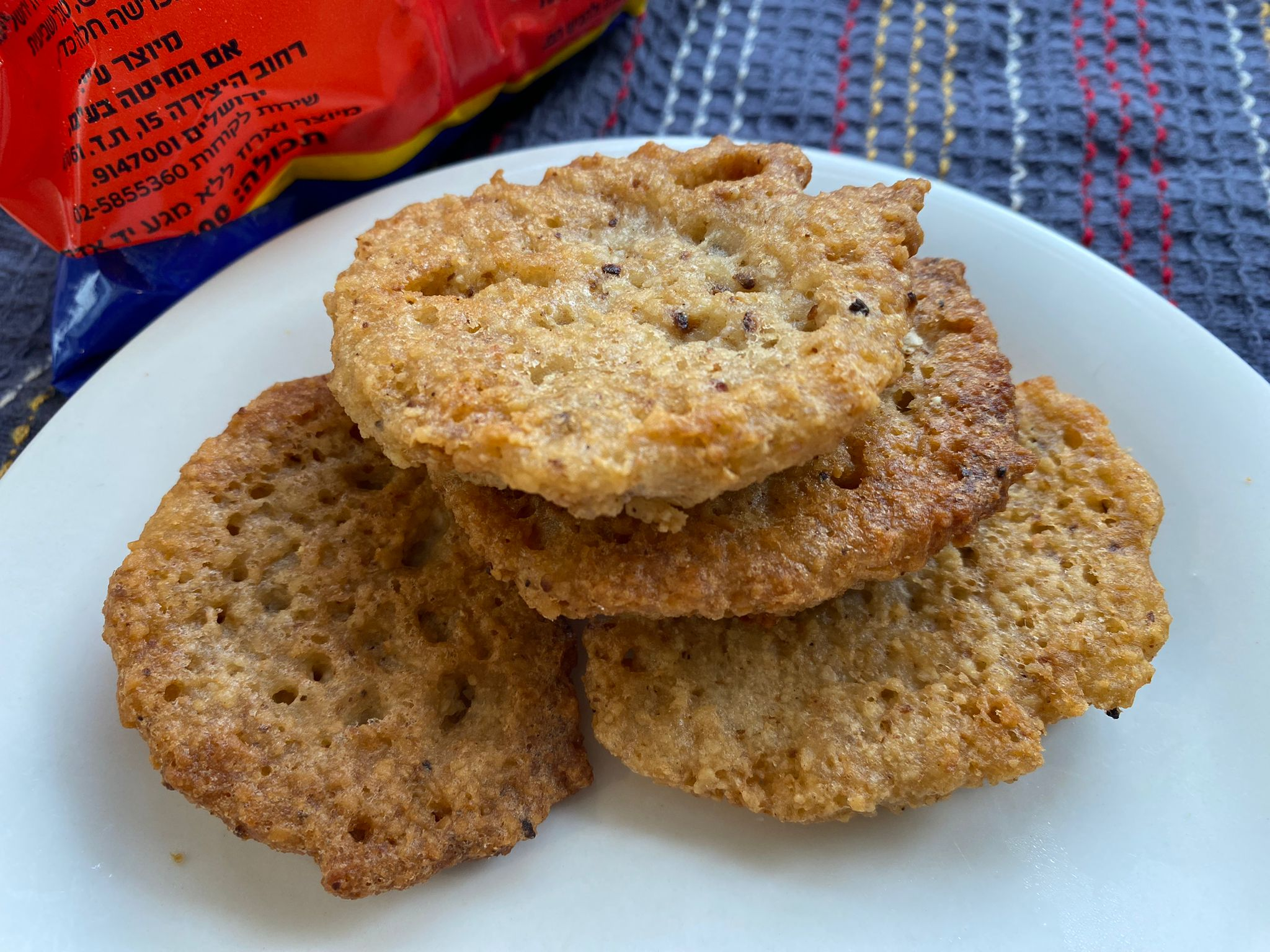
Chremslach

Chremslach (Einzahl: chremsel, Krimsel) ist eine jiddische Bezeichnung für eine althergebrachte Speise an Pessach, ein Fettgebäck aus Matzemehl oder auch Latke aus Kartoffeln. Chremslach können verschiedene Füllungen haben, mit Nüssen, getrockneten Früchten und Gewürzen, manchmal auch mit Äpfeln, Marmelade oder auch Hackfleisch gefüllt. Für die Mehrzahl wurde an chremsel das jiddische Diminutiv-Suffix ‚-lach‘ angehängt.

## Wortgeschichte
Vermiculos, dünne, frittierte und mit Honig beträufelte Teigstreifen, die Apicius um 400 n. Chr. in seinem Werk De Re Conquinaria Libri Decem erwähnte, sollten im Laufe der Jahrhunderte zu einem beliebten aschkenasischen Fettgebäck führen, den Chremslach. Im Mittelalter verschwand das Originalgericht aus den italienischen Küchen. Nachdem das Konzept des Kochens von Teig in Wasser im 13. Jahrhundert das Mittelmeer erreichte, wurden vermiculos zur Quelle der italienischen Fadennudeln (Vermicelli). Zur gleichen Zeit brachten italienisch-jüdische Kaufleute und Einwanderer vermiculos ins Rheinland, das Zentrum der frühen Aschkenasim. Im 12. bis 15. Jahrhundert erwähnten zahlreiche Schriften deutsch-französischer Rabbiner frittierte Teigstreifen in Honig am Freitagabend (= Schabbat-Beginn), sogenannten Vermesel oder Verimslish, bis diese Tradition in der Gegend schließlich durch Nudeln in Hühnersuppe ersetzt wurde. Im 15. Jahrhundert entwickelte sich der Begriff Vermesel zum westjiddischen Frimsel für Nudeln, gleichzeitig bezeichnete Grimsel verschiedenes Fettgebackenes und Pfannkuchen.
Esther Levy, die deutscher Abstammung war, beschrieb „Grimslechs (for Passover)“ in ihrem Jewish Cookery Book von 1871; es war das erste jüdische Kochbuch in Amerika. Danach erscheinen die „Grimslichs“ in “Aunt Babette’s” Cook Book (Tante Babettes Kochbuch) von 1889, ebenfalls von einer deutschstämmigen Autorin; ihre Pfannkuchen werden mit Brot zubereitet. Das Gericht erreichte später Osteuropa, wo es zu chremsel (Singular) bzw. chremslach (Plural) wurde. Am beliebtesten sind Chremslach in Form kleiner Pfannkuchen aus Matzemehl mit Konfitüre bestrichen oder wie die vermiculos in Honig getränkt. Im Jahr 1901 erscheinen in der ersten Ausgabe von The Settlement Cook Book  fünf Rezepte für „Matzos Crimsel“.
Manche sehen auch eine mögliche Herleitung des Chremsel, Chrimsel bzw. Grimslein vom deutschen Krümel.

## Zubereitung
Eine Möglichkeit der Zubereitung ist ein Pfannkuchenteig aus Matzemehl mit Eiern, Wein oder Wasser sowie Zucker, Zimt, Ingwer, Nüssen und Salz. Nachdem alle Pfannkuchen gebacken sind, werden sie in aufgekochtem Honig gewendet. Eine andere Variante wird aus einer Masse aus ungesalzenen Matzen hergestellt (in kaltem Wasser eingeweicht und ausgepresst), die mit gehackten Mandeln, Korinthen, getrockneten Aprikosen oder Pflaumen, Eiern, Matzemehl, Salz und Zimt vermischt werden. Die Masse wird löffelweise abgestochen in heißem Öl frittiert und die noch warmen Chremslach mit Puderzucker bestreut serviert.

## Rezeption
Alfred Nathan veröffentlichte 1905 ein Gedicht mit lachoudischen Hebraismen aus Mittelfranken, worin dem Krimselich eine besondere Rolle zukommt:
Die Krimselich

Es war ein Jüdle in Halle,

Gar treu bis an das Grab,

Dem sterbend seine Kalle [*Braut*]

S’ Rezept für Krimselich gab.

Es ging ihm nichts darüber,

Er aß, bis er erblich,

Bei jeder großen Saute [*Festessen*]

Chuschefte [*anständige*] Krimselich.

Doch als er kam zu sterben,

Da sprach der treue Mann:

Mit Krimselich soll'n mein Erben

Jom Kipur beißen an. [*das Fasten brechen*]

Als seinen letzten Willen

Er endlich kundgetan,

Legt er sich hin zum Sterben,

Rührt Krimselich nimmer an.
Der Nobelpreisträger Saul Bellow erzählte 1983 in einem Interview mit der New York Times von den Chremslach seiner Mutter aus Riga (Lettland), das waren Pfannkuchen aus Nüssen und Gemüse, was sie mit Eingemachtem gegessen hatten.